# الأتراك في فرنسا
الأتراك في فرنسا (بالتركية: Fransa'daki Türkler)‏ وفقًا للبيانات الرسمية للمديرية العامة لخدمات العمال في الخارج التابعة لوزارة العمل والضمان الاجتماعي في الجمهورية التركية، اعتبارًا من 31 ديسمبر 2006، هناك 423.471، بما في ذلك عدد مزدوجي الجنسية، و ووفقا للتعداد السكاني الذي أجرته فرنسا عام 2006، يعيش حوالي 400 ألف مواطن تركي في البلاد.

## تاريخ

### الهجرة من الدولة العثمانية
الأتراك الأوائل، القرنين السادس عشر والسابع عشر. لقد استقروا في فرنسا على مر القرون كرقيق القادس وتجار من الدولة العثمانية. وصفت المؤرخة إينا باغديانتز مكابي مرسيليا بأنها "مدينة تركية" خلال هذا الوقت. 

### الهجرة من تركيا
وقعت فرنسا اتفاقية ثنائية لتوظيف العمالة مع تركيا في 8 مايو 1965 لأن عدد الطلبات المقدمة من دول أخرى مثل إيطاليا وإسبانيا والبرتغال لم يكن كافيًا. بحلول سنة 1975، كان هناك 55,710 ألف عاملًا تركيًا يعيشون في فرنسا، وتضاعف هذا العدد أربع مرات تقريبًا ليصل إلى 198,000 في عام 1999. جاء غالبية المهاجرين الأتراك من المناطق الريفية في تركيا، وخاصة منطقة الأناضول الوسطى . وفي حين أن غالبية المهاجرين الأتراك وصلوا خلال الاتفاقية، إلا أن العديد منهم وصلوا أيضًا في وقت مبكر. على سبيل المثال، حتى في المناطق ذات موجات الهجرة الأقل، كان لدى شوليه جالية تركية مقيمة منذ عام 1945. 

## صور

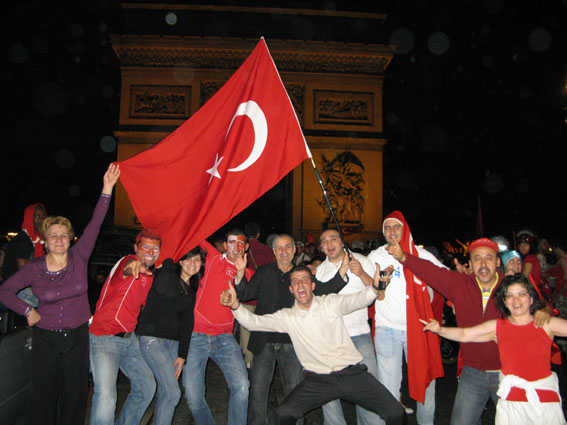
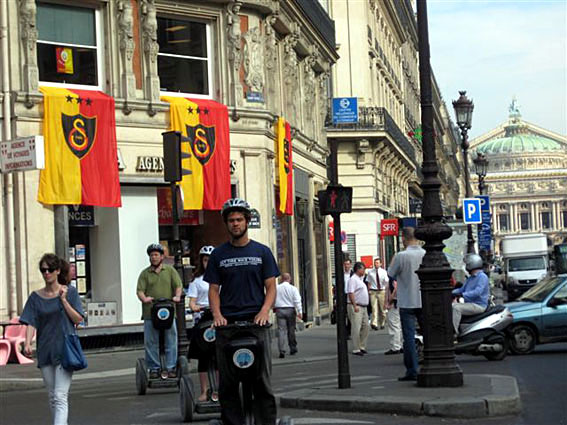
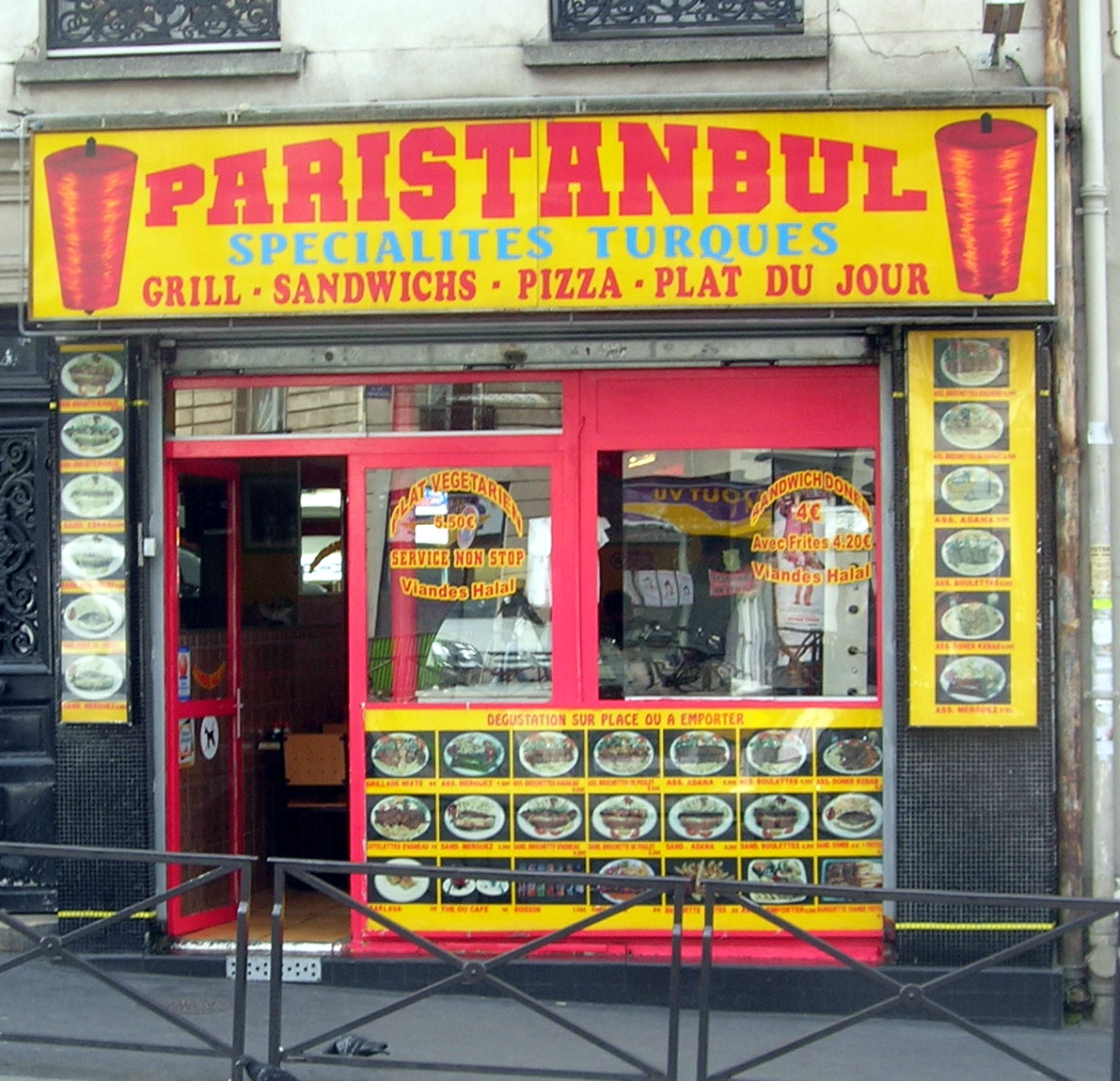

## أشخاص مهمون

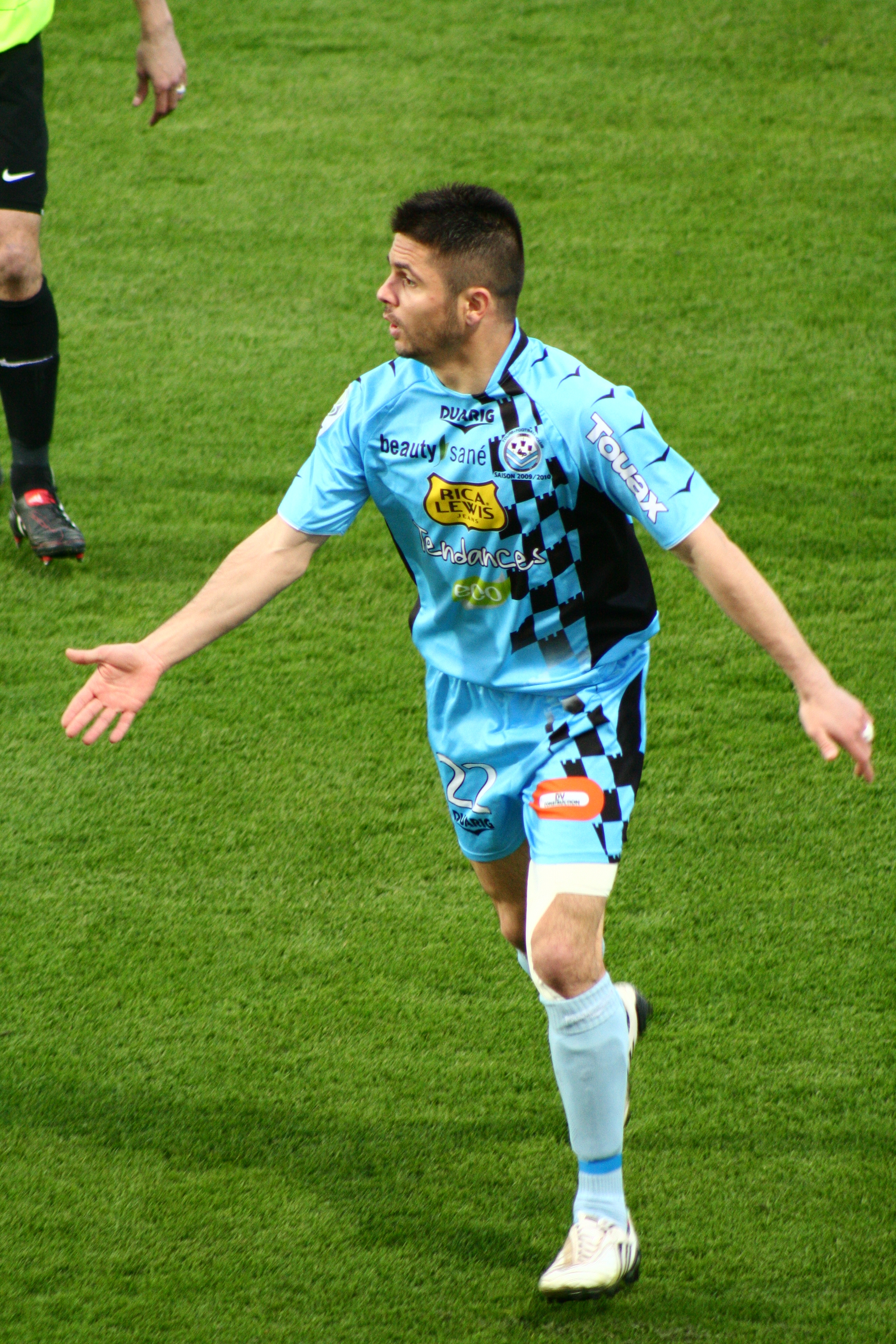
فاتح عتيق، لاعب كرة قدم
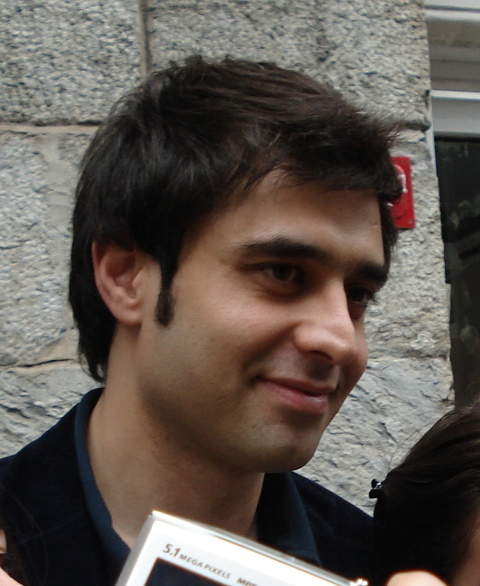
جانسل التشين، ممثل
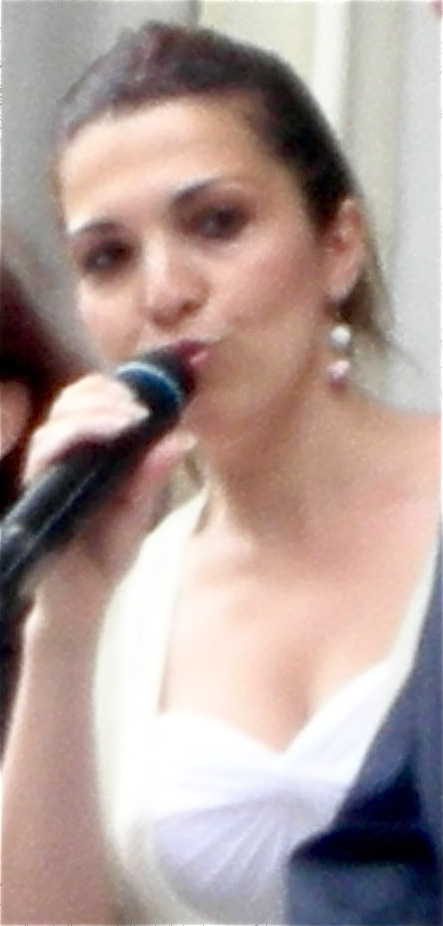
جولسرين، سينا
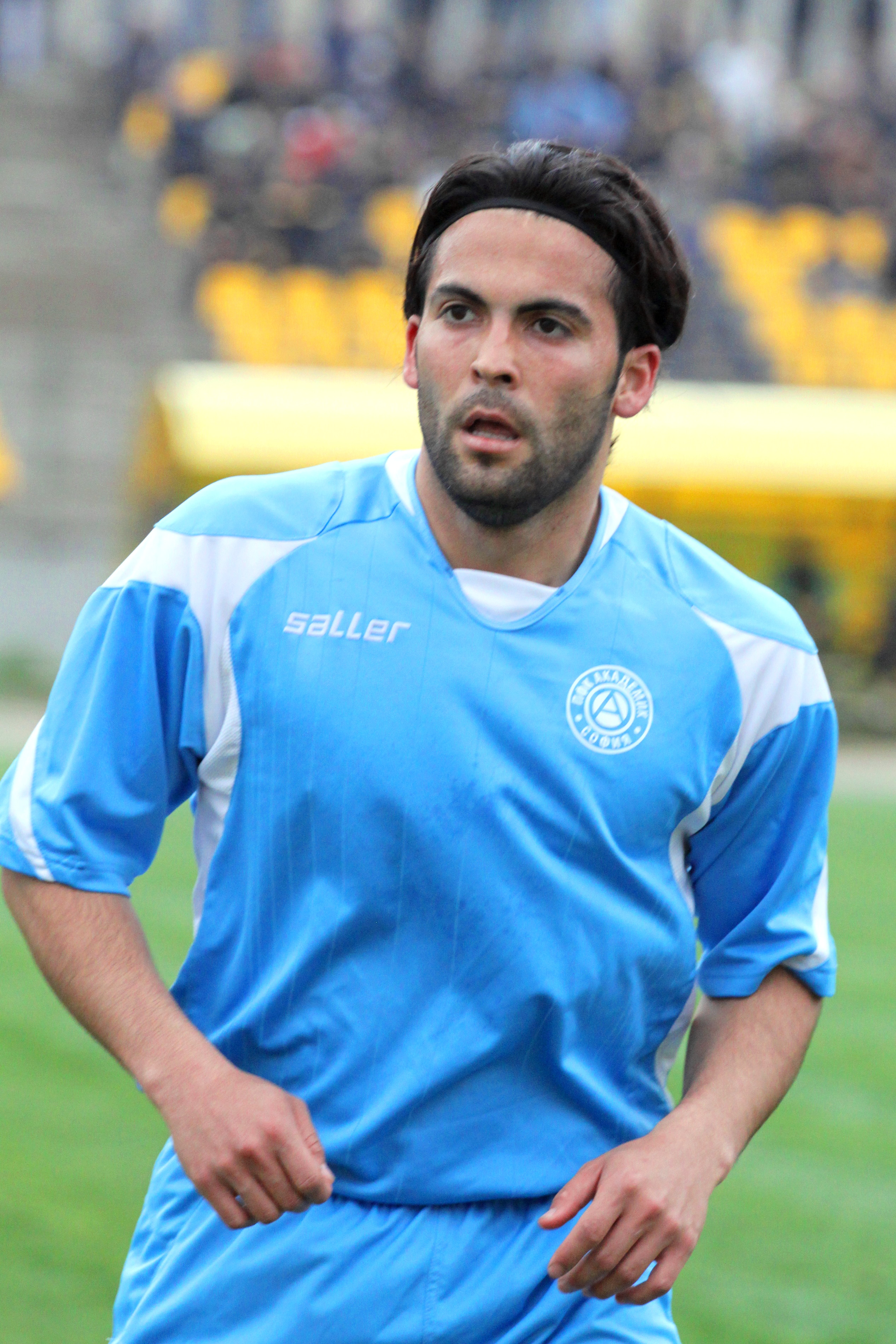
اندر جونلو، لاعب كرة قدم
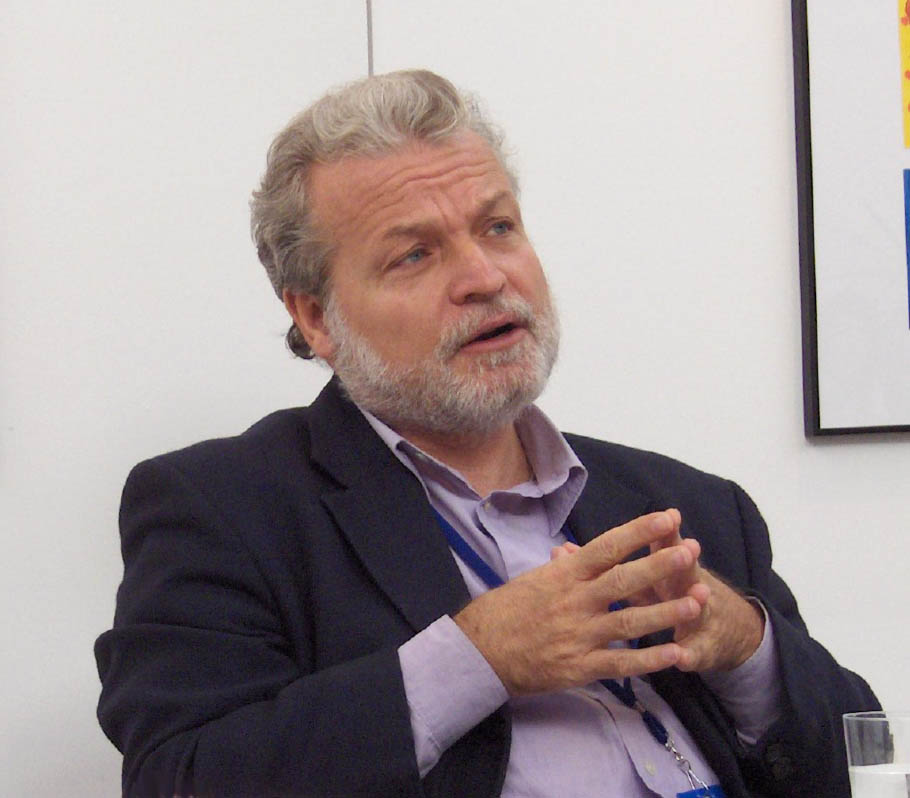
نديم كورسيل، كاتب
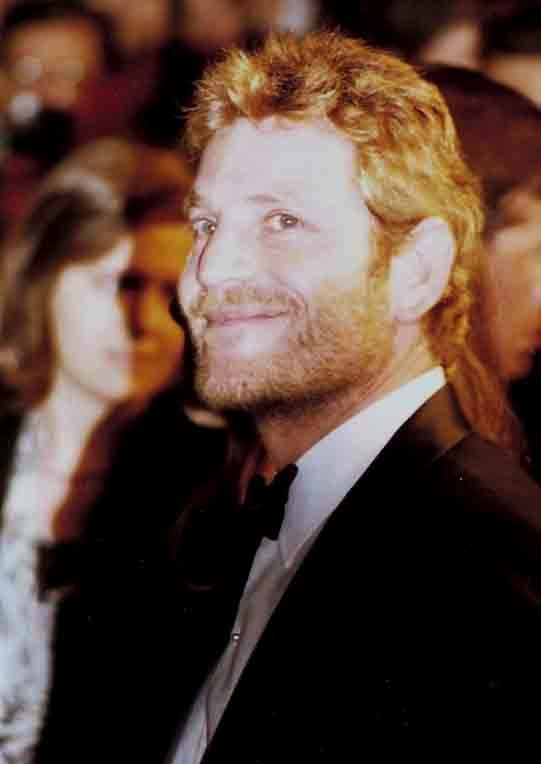
كاريو، ممثل
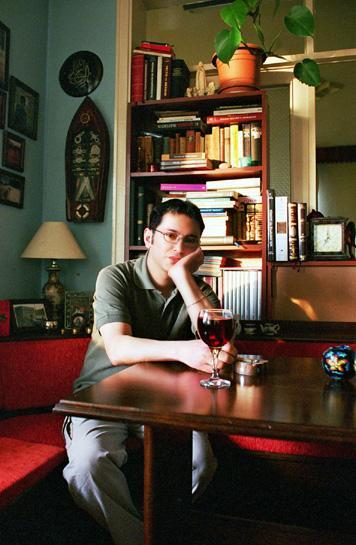
سيهان كورت، شاعر
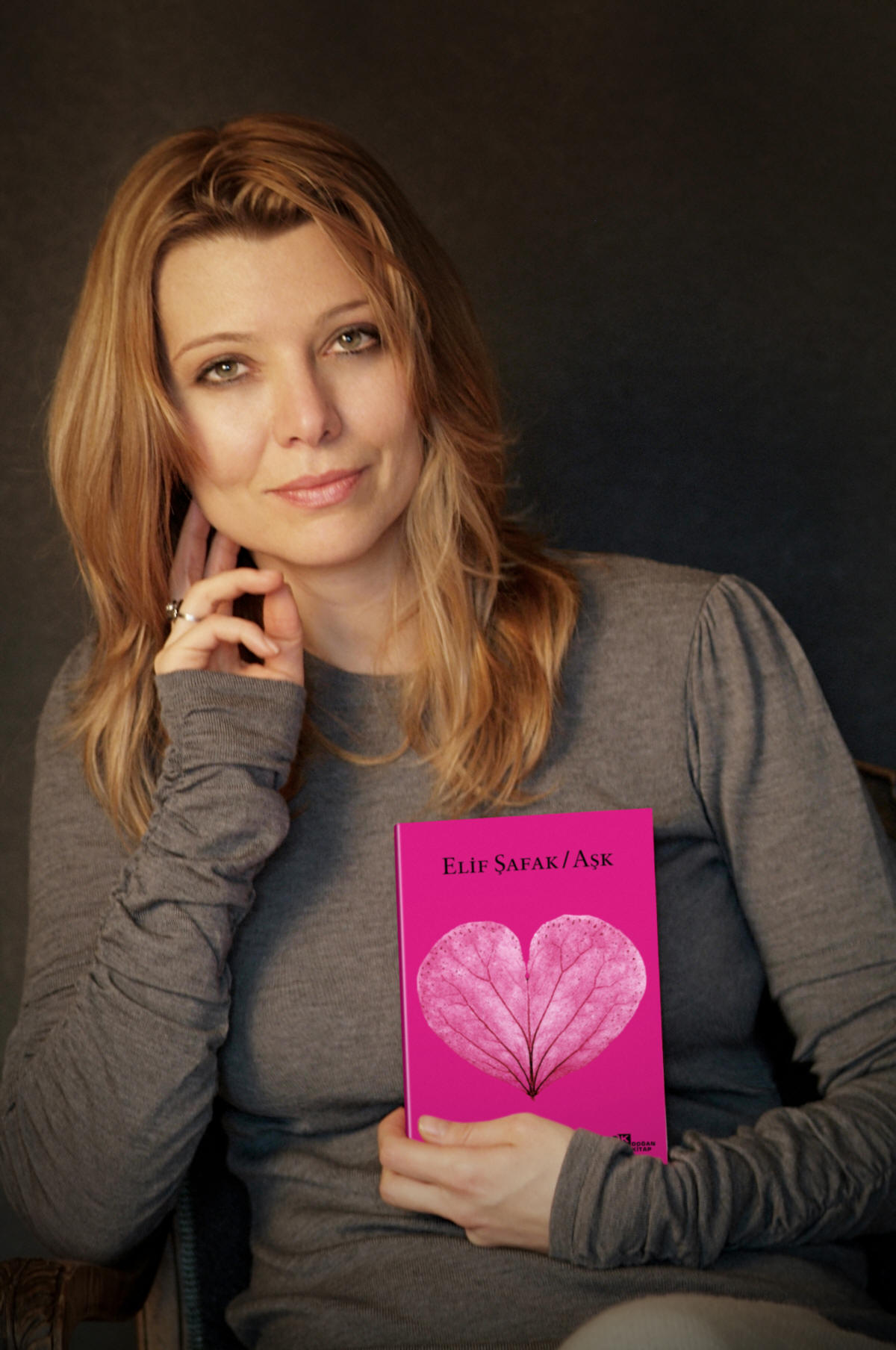
إليف شفق، كاتبة